# 打吹城
打吹城（うつぶきじょう）は、鳥取県倉吉市仲ノ町の打吹山（標高204メートル）にあった日本の城。室町時代に伯耆国の守護・山名氏により守護所とされた。

## 歴史

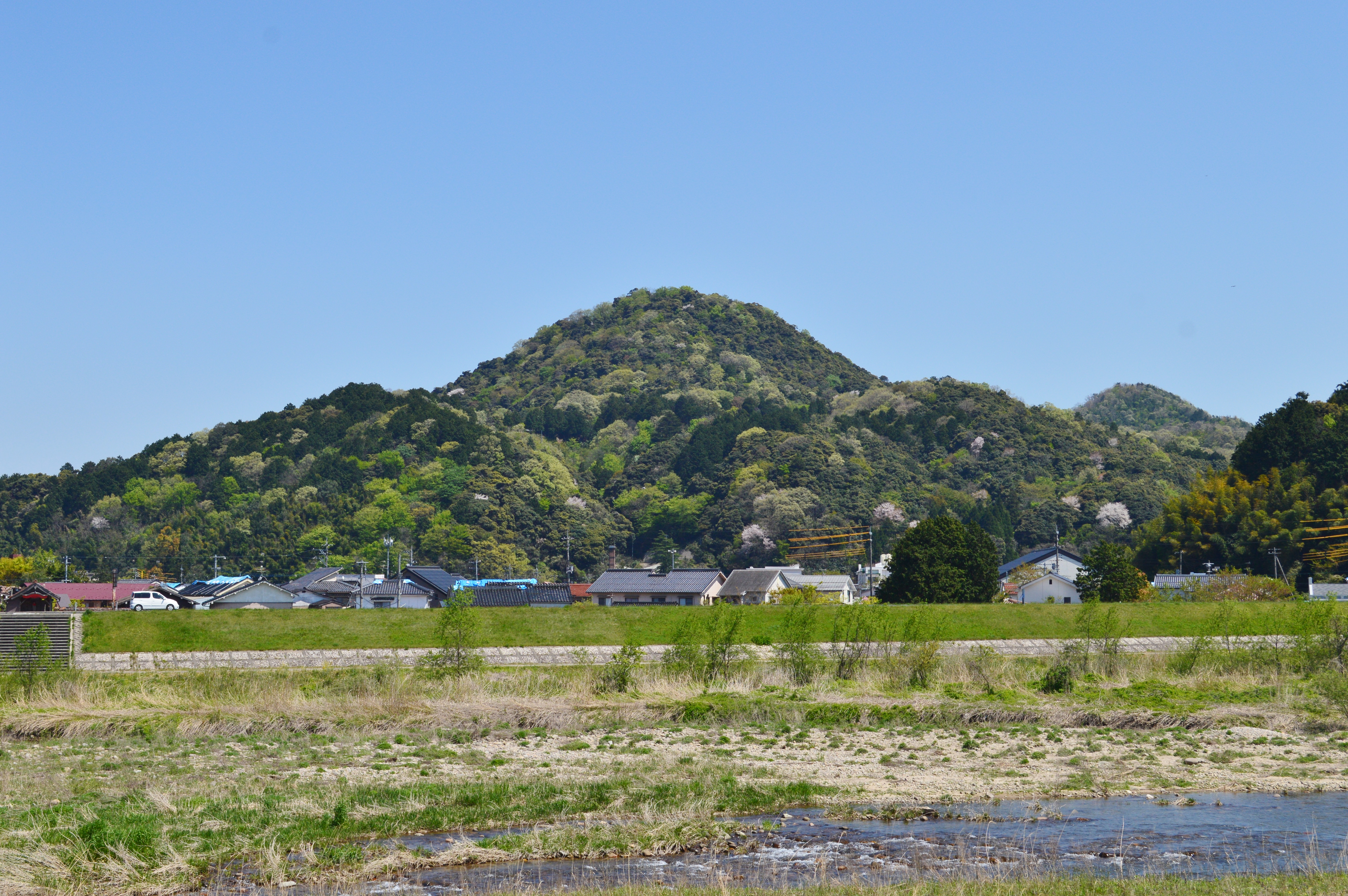
打吹城のある打吹山

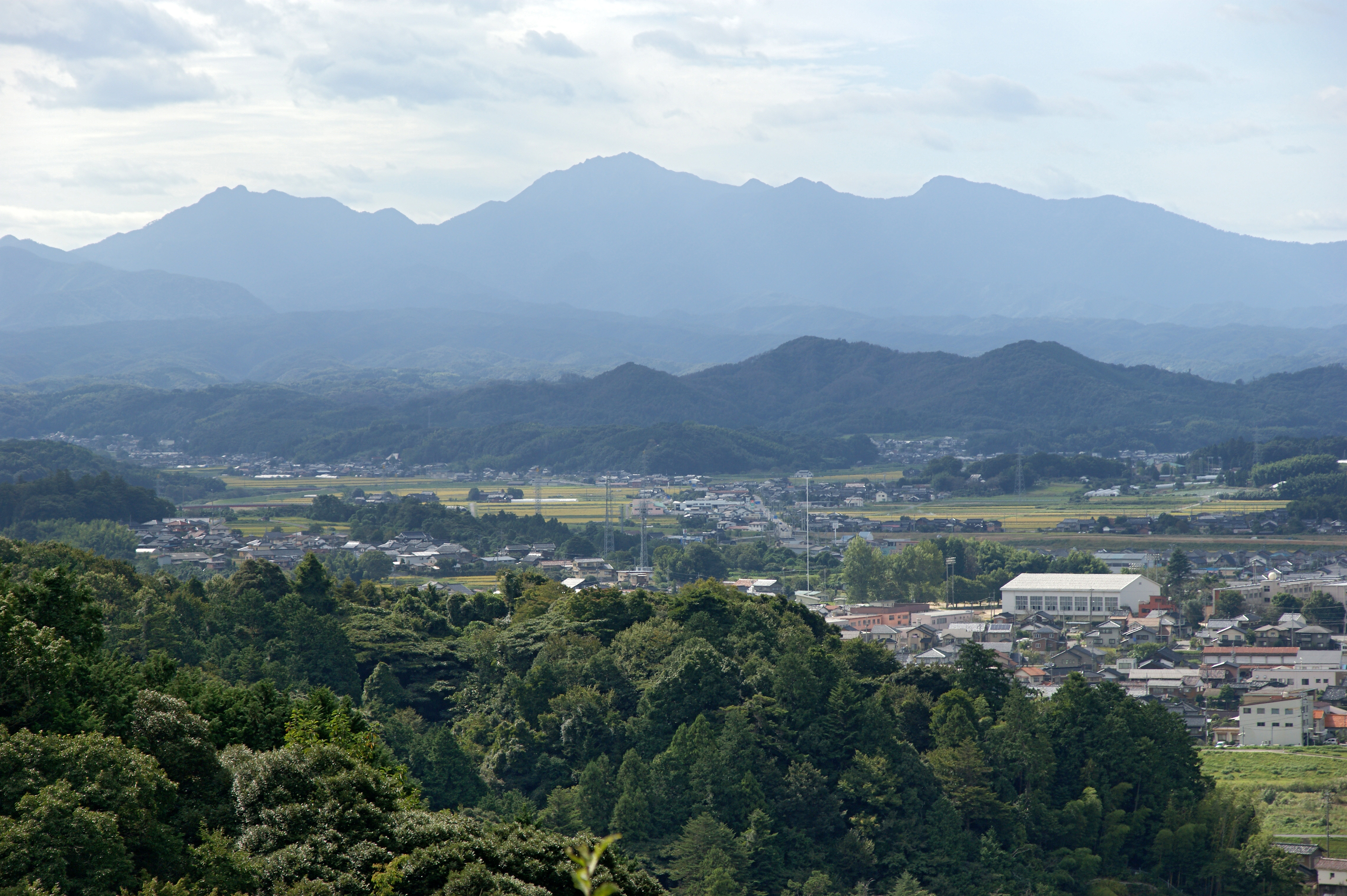
越中丸から望む旧城下町

南北朝時代の延文年間（1356年～1361年）または応安3年（1370年）に伯耆の守護・山名時氏の嫡男である山名師義が築城したと伝えられ、田内城から守護所を移した。城下には商工業者が集められ、市が開かれるなどして活況を呈したという。以後、戦国時代まで山名氏による守護所として続く。
大永4年（1524年）、出雲国尼子経久による『大永の五月崩れ』で山名氏は没落したとされる。ただ、近年の研究では『大永の五月崩れ』の存在自体が疑問視され、否定されている。加えて山名氏の没落はこの時期ではなく、天文年間ではないかと推定されている。少なくとも当時の一次史料には天文年間の半ばまで山名氏の存在が確認されている。
永禄5年（1562年）夏には南条宗勝が旧領を回復し、打吹城を管轄下に置く。天正年間には毛利氏が入り、南条氏攻めの拠点となった。
天正13年（1585年）の羽柴秀吉と毛利氏の和睦の後は、再び羽衣石城主・南条元続の支配下に入る。南条元続は一族の南条備前守（南条信正のことか）、小鴨元清、重臣の山田越中守を置いて、打吹城の守備にあたらせた。また打吹城の近世城郭化が図られ、本格的な城下町が形成され始め、町の名が倉吉と呼ばれるようになったのも、この頃と考えられる。
慶長5年（1600年）の関ヶ原の戦いでは南条元忠は西軍に属して敗北。戦後改易され、伯耆国は中村一忠が支配するところとなった。中村一忠は米子城を居城とし、打吹城には城番として中村伊豆守を置いた。
慶長14年（1609年）、中村一忠は無嗣除封となり、打吹城は江戸幕府の直轄支配地となった。
慶長19年（1614年）には安房国の里見忠義が倉吉3万石を与えられるが、実質的には4千石しか与えられず、里見忠義が打吹城に入ることはなかった。
元和元年（1615年）の元和一国一城令で打吹城は廃城となり、破却を受ける。

### 廃城後
元和3年（1617年）に池田光政が因伯32万5千石の領主として鳥取城に入った。その際、鳥取城とその城下町があまりにも手狭であるとして、新城の建設が検討された。打吹城も新城候補地に挙がったが『領国の中央なれど、山奥にて国主鎮座の地にあらず』として取り上げられなかった。池田光政は重臣・伊木忠貞を倉吉に置いて支配させた。
寛永9年（1632年）に池田光仲が池田光政と替わって鳥取城に入った。倉吉は荒尾氏（次席家老で、池田輝政の母方に当たる。）による自分手政治の地となり、打吹山麓に陣屋（倉吉陣屋）が置かれて明治維新まで続いた。

## 構造

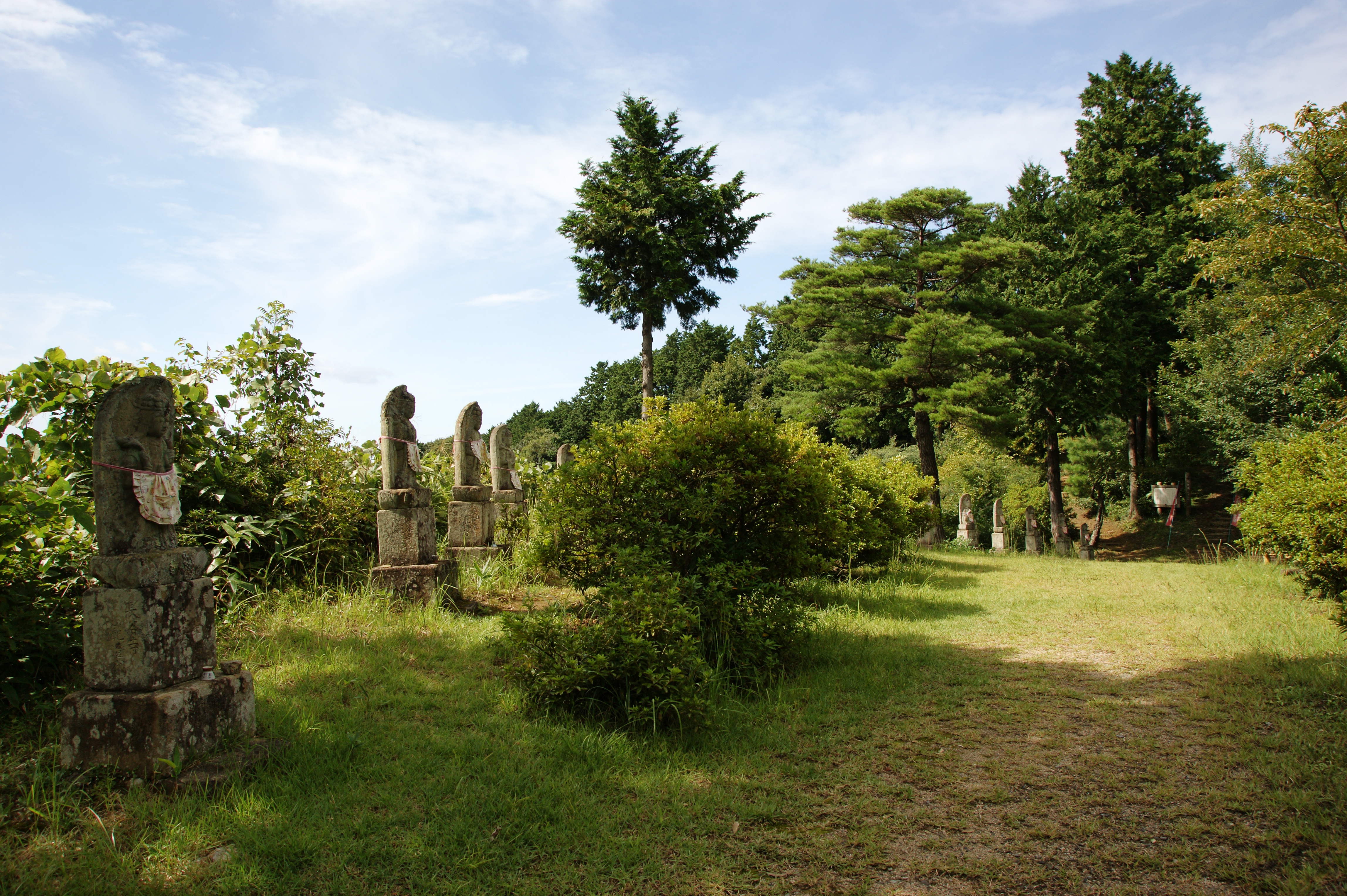
越中丸

山頂部と中腹に曲輪跡が残る。また山麓には南条備前守の居館跡（現在の鎮霊神社境内）が残る。現在残る遺構は南条氏による改修のものと考えられる。
本丸は6つの曲輪からなる。本丸北隅の倉吉市街地を望む場所には天守台も残り、天守も存在していたと考えられる。また本丸には慶長初期のものと考えられる石垣・枡形も残っている。
本丸から西方に伸びる尾根には、本丸から少し下って備前丸、さらに下った中腹、古刹長谷寺の西隣に越中丸がある。備前丸と越中丸を中心に、尾根上に大小の削平地が連なる。西方重視の構造で、西側からの尼子氏の脅威を示している。
城の大手は北側で、山麓に南条備前守の居館跡が残る。江戸時代の倉吉陣屋は、さらに下った現在の倉吉市立成徳小学校の地にあった。
現在陸上競技場となっている場所には、大平と呼ばれる小山があった。ここには山麓を防御する施設があったと考えられる。
白壁土蔵群のある打吹玉川は外堀と伝えられている。